# Аеропорто (Лече)
Аеропорто (итал. Aeroporto) је насеље у Италији у округу Лече, региону Апулија.
Према процени из 2011. у насељу је живело 117 становника. Насеље се налази на надморској висини од 47 м.